# 長崎出版
長崎出版株式会社（ながさきしゅっぱん）は、かつて存在した日本の出版社。

## 概要
1975年5月創業。2002年12月に代表取締役が辻晋泰になってから拡大路線が敷かれ、『こびとづかん』のヒットによって売上を伸ばし、関連グッズも人気を集めた。しかし、投資の失敗およびなばたとしたか（『こびとづかん』の作者）との間の支払いトラブルなどから暗礁に乗り上げた。2014年2月に事業を停止。2014年8月22日に自己破産を東京地方裁判所に申請し、9月25日に関連会社のドレミファ、ドレミファホールディイングス、ジン、ブランクの4社とともに、東京地方裁判所から破産手続開始決定を受けた。負債総額は12億1099万円。
長崎出版は、2016年2月24日に法人格が消滅した。関連会社のドレミファも2016年5月11日に法人格が消滅した。